# Dräneringsfilter
Dräneringsfilter läggs runt ett täckdike. Ett dräneringsfilter har två motverkande syften. Dels ska filtret öka inströmningen till täckdiket. Dels ska filtret förhindra att täckdikesrören slammar igen med främst grovmo.
För att filtermaterialet inte ska försvåra inströmningen till täckdikesröret, bör filtrets vattengenomsläpplighet vara ca 10 gånger större än den omgivande markens vattengenomsläpplighet.
Beroende på jordart och risken för rostutfällningar, väljs lämpligt filtermaterial till täckdiket. Idag används i huvudsak tre olika filtermaterial, nämligen grus, sågspån och kokos. 

## Grusfilter
I de flesta fall rekommenderas dräneringsgrus som filtermaterial. Den idealiska sammansättningen på dräneringsgruset är ca 25 % mellansand, ca 25 % grovsand och ca 50 % fingrus. Är risken för igenslamning betydande, bör dräneringsgruset innehålla en större andel mellansand och grovsand samt en mindre andel fingrus. Är risken för inslamning minimal, kan andelen fingrus öka på bekostnad av andelen mellansand.
För att inte försvåra inströmning till täckdikena, bör andelen finsand vara mycket låg, max 5–10 % finsand kan tolereras i dräneringsgruset.

## Sågspånsfilter
Sågspånsmaterialet ska vara grovt, för att tillåta en inströmning till täckdikesröret. Vanligt sågspån är dessvärre alldeles för finkornigt, för att tillåta någon inströmning.
Sågspånet bryts sakta ner i marken och förändras, så att nya porer bildas. På så sätt kan filtrets hydrauliska konduktivitet bibehållas.
Grovt sågspån rekommenderas speciellt för slamningsbenägna jordar och vid risk för rostutfällningar.

## Kokosfibrer
Kokosfibrerna lindas runt täckdikesrören direkt på fabriken. Det gör att det alltid finns filter på undersidan av täckdikesröret. Kokoslindade dräneringsrör rationaliserar själva täckdikningen, då det inte behövs någon separat grusvagn med tillhörande traktorförare. 
Tyvärr bryts kokosmaterialet ner otrevligt snabbt (speciellt i kontakt med matjord), varför den tekniska livslängden på täckdikessystemet äventyras.